# Autovía A-58
Die Autovía A-58, Autovía Extremeña oder Autovía Trujillo–Cáceres, ist eine Autobahn in Spanien. Die 47,6 km lange Autobahn beginnt in Trujillo und endet seit 2009 in Cáceres. In Planung ist die 14 km lange Ortsumfahrungvon Cáceres. Geplant ist weiterhin eine 74 km lange Verlängerung bis zur Grenze zu Portugal in Valencia de Alcántara. 

## Streckenverlauf

### Abschnitte
| Position | Kurzbezeichnung des Abschnitts | Abschnitt                                                   | km       | Eröffnung                     |
| -------- | ------------------------------ | ----------------------------------------------------------- | -------- | ----------------------------- |
| 1        | A-58                           | Variante Trujillo-                                          | 9.5      | 2007                          |
| 2        | A-58                           | Trujillo-Plasenzuela                                        | 12       | 2008                          |
| 3        | A-58                           | Plasenzuela-Santa Marta de Magasca                          | 14,1     | 2008                          |
| 4        | A-58                           | Santa Marta de Magasca-Cáceres                              | 12       | 2009                          |
| 5        |                                | südliche Variante Cáceres: Cáceres (ost) - Cáceres (südost) | 13,96    | Machbarkeitsstudie ausstehend |
| 6        |                                | Variante Malpartida: Cáceres (südost) -Malpartida (west)    | 10,7     | Genehmigung ausstehend        |
| 7        |                                | Malpartida (west)-Valencia de Alcántara                     | 63,3 +/- | Machbarkeitsstudie ausstehend |

### Streckenführung
| Position | höchstzulässige Geschwindigkeit (km/h) | km | Abschnitte | Anschluss an                  |
| -------- | -------------------------------------- | -- | --- | ----------------------------- |
| 1        | 120                                    |    | Madrid-Navalmoral de la Mata | E 90 A-5                      |
| 2        | 120                                    | 1  | Mérida Badajoz | E 90 A-5                      |
| 3        | 120                                    | 4  | Trujillo (nord) Huertas de Ánimas Plasencia Nationalpark Monfragüe | EX-208                        |
| 4        | 120                                    | 9  | Trujillo | N-521                         |
| 5        | 120                                    | 15 | La Cumbre Santa Marta de Magasca | CC-57.2 CC 57.1               |
| 6        | 120                                    | 21 | Plasenzuela | CC-27.1                       |
| 7        | 120                                    | 35 | Santa Marta de Magasca | CC-99                         |
| 8        | 120                                    | 42 | Sierra de Fuentes | CC-26.1                       |
| 9        | 120                                    |    | Vía de Servicio Mínima Invasión Jesús Usón (Kirche) - El Quartillo Complejo deportivo Cáceres (Zentrum)-Universität-A-66 Camino Agrícola-Raststation-Guadiloba (Gewässer) Badajoz-Mérida-Salamanca-Plasencia | N-521 N-630 E 803 A-66 EX-100 |

## Größere Städte an der Autobahn
- Trujillo
- Cáceres